# 执信南路
执信南路，现多简称为执信路，位于中华人民共和国广州市越秀区，是一条呈南北走向的道路。目前车辆通行方向在东风东路以北为由南往北单向行驶，其余路段为双单向通行。

## 与之交汇道路
- 顺序由北往南排列，粗体字为主干道
- 先烈南路
- 东风东路
- 竹丝岗二马路
- 竹丝岗三横路
- 竹丝岗四横路
- 中山二路

## 公共交通
- 广州地铁1号线6号线東山口站

均在鄰近執信路位置設有出口。